# Еймутіс Місіунас
Еймутіс Місіунас (лит. Eimutis Misiūnas) — литовський політик і правник, колишній міністр внутрішніх справ Литви (2016—2019).
Працював викладачем в Університеті Миколаса Ромеріса і в Міжнародній юридичній і бізнес-школі. Був суддею Вільнюського міського суду. Місіунас — експерт з поліцейського права. Закінчив Литовську поліцейську академію (зараз — Університет Миколаса Ромеріса).